# Apanteles depressariae
Apanteles depressariae är en stekelart som beskrevs av Muesebeck 1931. Apanteles depressariae ingår i släktet Apanteles och familjen bracksteklar. Inga underarter finns listade i Catalogue of Life.